# Музыкальный клуб (1772—1777)
«Музыкальный клуб» — первая российская концертная организация, созданная в 1772 году в Санкт-Петербурге с целью исполнения музыкальных произведений. Первоначально членов клуба насчитывалось 30 человек, а в 1776 году — 500 человек; членами клуба были как дворяне, так и купцы. Некоторое время клуб возглавлял историк русского искусства Якоб Штелин.
«Музыкальный клуб» организовывал концерты с участием любителей и профессионалов, а также иностранных музыкантов. Во всех концертах участвовал профессиональный оркестр, которым располагал клуб. В клубе также ставились оперные спектакли, исполнялись популярные вокально-симфонические произведения, например, «Stabat Mater» Джованни Перголези и кантата[какая?] Максима Березовского и т. д. Клуб перестал существовать в 1777 году.